# استخوان‌بندی درونی

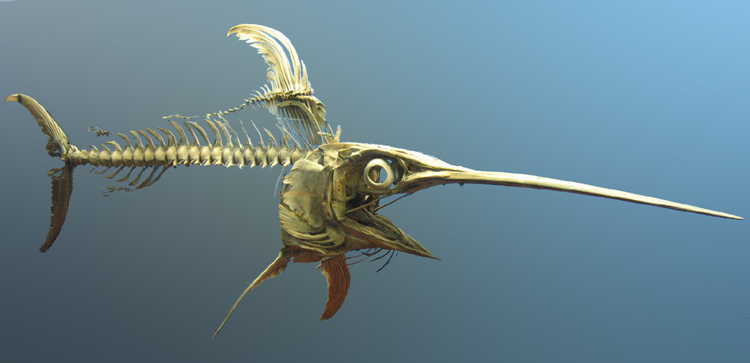
اندواسکلتون اره ماهی

اندواسکلتون (به انگلیسی: Endoskeleton) به ساختار شبکه استخوان‌بندی حیوان‌ها گویند که از بافت معدنی تشکیل شده است. اندواسکلتون از پوست شروع شده و به اعضای عمیق‌تر توسعه می‌یابد. اندواسکلتون به‌طور کلی از دو عنصر تشکیل می‌شود ۱-استخوان و ۲-غضروف.